# Тоома
То́ома (ест. Tooma küla) — село в Естонії, у волості Йиґева повіту Йиґевамаа.

## Населення
Чисельність населення на 31 грудня 2011 року становила 17 осіб.

## Географія
Село розташоване на відстані приблизно 20,5 км на північний захід від міста Йиґева та 9 км на північ від села Ваймаствере.
Поблизу села проходить автошлях 39 (Тарту — Йиґева — Аравете).
Село Тоома лежить в оточені трьох озер: Мяннік'ярв (Männikjärv), Суур Лінаярв (Suur Linajärv) та Вяйке Лінаярв (Väike Linajärv).

## Історія
Село утворилось із трьох хуторів, що входили до маєтку Селлі (Selli mõis) — Тоома (Tooma), Куб'я (Kubja) й Тагаметса (Tagametsa).
У 1910 році в селі була організована станція дослідження боліт (Tooma Sookatsejaam).

## Пам'ятки природи
На заході та півночі село межує з територією природного заповідника Ендла.